# JNN 뉴스데스크
JNN 뉴스데스크는 일본의 민영방송국 도쿄 방송을 중심으로 한 일본의 방송네트워크 JNN 계열국에서 1969년 3월 31일부터 1988년 9월 25일까지 방송한 뉴스 프로그램이다.

## 개요
- 프로그램 개시 당시에는 JNN 가맹 방송국에서 온 기자가 뉴스를 진행했지만, 어느 시점에서부터 TBS의 기자·아나운서가 담당하게 되었다.
- 1986년 TV 아사히에서 방송되던 뉴스 스테이션에 영향을 받아 그 해 9월 26일 이후 평일 방송분이 당시 방송되던 스포츠 뉴스 프로그램 JNN 스포츠 채널과 통합되면서 주말에만 방송되기 시작하였으며 주말 방송분이 1988년 10월 JNN 뉴스로 프로그램 제목이 바뀌면서 프로그램이 완전히 종료된다.

## 방송시간대
| 기간      | 기간      | 평일          | 평일          | 주말          | 주말          |
| 기간      | 기간      | 월~목요일     | 금요일        | 토요일        | 일요일        |
| --------- | --------- | ------------- | ------------- | ------------- | ------------- |
| 1969.3.31 | 1970.3    | 23:00 - 23:25 | 23:00 - 23:25 | (방송 없음)   | (방송 없음)   |
| 1970.4    | 1973.3    | 23:00 - 23:25 | 23:00 - 23:25 | 23:00 - 23:25 | (방송 없음)   |
| 1973.4    | 1975.3.28 | 23:00 - 23:25 | 23:00 - 23:25 | (방송 없음)   | (방송 없음)   |
| 1975.3.31 | 1978.3.31 | 23:00 - 23:15 | 23:00 - 23:15 | (방송 없음)   | (방송 없음)   |
| 1978.4.1  | 1981.4.4  | 23:00 - 23:15 | 23:00 - 23:15 | 23:00 - 23:15 | (방송 없음)   |
| 1981.4.5  | 1984.4.1  | 23:00 - 23:15 | 23:00 - 23:15 | 23:00 - 23:15 | 23:30 - 23:40 |
| 1984.4.2  | 1986.3    | 23:00 - 23:15 | 23:00 - 23:15 | 23:30 - 23:45 | 23:30 - 23:40 |
| 1986.4    | 1986.9.28 | 23:00 - 23:15 | 23:30 - 23:45 | 23:30 - 23:45 | 23:30 - 23:40 |
| 1986.9.29 | 1987.9.27 | (방송 종료)   | (방송 종료)   | 23:30 - 23:45 | 23:30 - 23:40 |
| 1987.10.3 | 1988.9.25 | (방송 종료)   | (방송 종료)   | 24:20 - 24:30 | 24:20 - 24:30 |

비고
- 1969년 3월 31일 - 1975년 3월 28일:월~금 오후 11시 ~ 11시 25분(토,일요일은 JNN 뉴스를 방송)
- 1975년 3월 31일 - 월~금 오후 11시 ~11시 15분으로 변경.
- 1978년 4월 1일:토요일 방송시작(오후 11시 ~ 11시 15분, 1984년 3월까지 이시간대에 방송).
- 1981년 4월 5일:일요일 방송시작(오후 11시 30분 ~ 11시 40분,).
- 1984년 4월:토요일 방송시간이 오후 11시 30분 ~ 11시 45분으로 변경.
- 1986년 4월:금요일 방송시간이 토크 프로그램 신설로 스포츠뉴스 프로그램  JNN 스포츠 채널이 끝난뒤 방송하게 되면서 오후 11시 30분 ~ 11시 45분으로 변경되었다.
- 1987년 10월:토요일 방송시간이 10분으로 단축되었다.

## 프로그램을 방송하던 방송국
※방송일자가 기록되지 않은 방송국은 방송 개시부터 종료 시까지 방송하고 있던 곳.
- 도쿄 방송(중심국)
- 홋카이도 방송
- 아오모리 TV(1969년 12월 1일 개국 당시부터[2])
- 이와테 방송
- 도호쿠 방송
- TV-U 후쿠시마(1983년 12월 4일 개국 당시부터[3])
- 니가타 방송
- 신에츠 방송
- TV 야마나시(1970년 4월 1일 개국 당시부터)
- 시즈오카 방송
- 주부닛폰 방송
- 호쿠리쿠 방송
- 아사히 방송(방송 시작일부터  1975년 3월 30일[4]까지)→마이니치 방송(1975년 3월 31일부터 방송시작)
- 산인 방송[5]
- 산요 방송[6]
- 주고쿠 방송
- TV 야마구치(1970년 4월 1일 개국 당시부터)
- TV 고치(1970년 4월 1일 개국 당시부터)
- RKB 마이니치 방송
- 나가사키 방송[7]
- 구마모토 방송
- 오이타 방송
- 미야자키 방송
- 미나미니혼 방송
- 류큐 방송[8]